# Prostorski kot
Prostorski kot (oznaka {\displaystyle \Omega } ali {\displaystyle \omega }) je v matematiki in fiziki del prostora, ki je omejen s smermi od dane točke do vseh točk zaprte krivulje na izbrani površini (običajno je to krogla s središčem v dani točki). 
Kot zaprta krivulja nam lahko služi tudi projekcija poljubnega telesa ali dela ploskve na to površino. Ta kot določa vidni kot, pod katerim se iz izbrane točke vidi zaprta krivulja oziroma telo v prostoru. Prostorski kot ima podoben odnos do površine krogle kot jo ima običajni kot do obsega kroga. 
Prostorski kot je brezrazsežna količina. 

## Določanje prostorskega kota
Prostorski kot, pod katerim se vidi neko telo, se izračuna kot razmerje med površino projekcije telesa na kroglo in kvadratom polmera krogle: 
{\displaystyle \Omega \,=\,{\frac {S}{r^{2}}}\!\,,}
kjer je 
- S površina projekcije na kroglo
- r polmer krogle

Steradian je tudi prostorski kot, ki pripada površini »kvadrata« na krogli, ki ima za stranici loka s središčnim kotom 1 radian.
Zgornji obrazec lahko napišemo tudi kot:
{\displaystyle \Omega =\iint _{S}{\frac {{\vec {\mathbf {r} }}\cdot {\vec {\mathbf {n} }}\,\mathrm {d} S}{r^{3}}}\!\,.}
kjer je
- {\displaystyle {\vec {\mathbf {r} }}} je krajevni vektor do površine {\displaystyle \,\mathrm {d} S}
- {\displaystyle \,\mathrm {d} S} je infinitezimalna površina krogle
- {\displaystyle {\vec {\mathbf {n} }}} je enotski vektor normale na {\displaystyle \,\mathrm {d} S}
- {\displaystyle r} je velikost (absolutna vrednost) vektorja {\displaystyle {\vec {\mathbf {r} }}}

V sfernem koordinatnem sistemu dobi obrazec obliko:
{\displaystyle \Omega =\iint _{S}\mathrm {d} \Omega =\iint _{S}\sin \vartheta \mathrm {d} \varphi \mathrm {d} \vartheta \!\,.}

## Enota za merjenje
Enota za merjenje prostorskih kotov v mednarodnem sistemu enot (SI) se kot izpeljana enota SI uporablja steradian (okrajšava sr). Tako je prostorski kot krogle za poljubno točko znotraj krogle enak 4 π. Enako velja tudi za celotni prostor okrog opazovalca. Prostorski kot se lahko meri tudi v kotnih kvadratnih stopinjah, kvadratnih minutah in kvadratnih sekundah. Načini pretvarjanja med temi enotami so podani v naslednji razpredelnici:
|                        | steradian (sr)                      | kvadratna stopinja (°)²      | kvadratna minuta (')²          | kvadratna sekunda (")²             | polni kot                                        |
| 1 steradian =          | 1                                   | (180/π)² ≈ 3282,806          | (180×60/π)² ≈ 1,1818103×107    | (180×60×60/π)² ≈ 4,254517×1010     | 1/4π ≈ 0,07957747 polnega kota                   |
| 1 kvadratna stopinja = | (π/180)² ≈ 3,0461742×10−4           | 1                            | 60² = 3600                     | (60×60)² = 12 960 000              | π/(2×180)² ≈ 2,424068×10−5 polnega kota          |
| 1 kvadratna minuta =   | (π/(180×60))² ≈ 8,461595×10−8       | 1/60² ≈ 2,7777778×10−4       | 1                              | 60² = 3600                         | π/(2×180×60)² ≈ 6,73352335×10−9 polnega kota     |
| 1 kvadratna sekunda =  | (π/(180×60×60))² ≈ 2,35044305×10−11 | 1/(60×60)² ≈ 7,71604938×10−8 | 1/60² ≈ 2,7777778×10−4         | 1                                  | π/(2×180×60×60)² ≈ 1,87042315×10−12 polnega kota |
| polni kot =            | 4π ≈ 12,5663706                     | (2×180)²/π ≈ 41252,96125     | (2×180×60)²/π ≈ 1,48511066×108 | (2×180×60×60)²/π ≈ 5,34638378×1011 | 1                                                |

Razpredelnica prikazuje tudi velikost »polnega prostorskega kota« v teh enotah. Iz razpredelnice vidimo, da je 1 sr enak približno 3282,8 kvadratnih stopinj, celotna krogla (polni prostorski kot) pa meri približno 41.253 kvadratnih stopinj.